# Cabourg
Cabourg er en kommune i departementet Calvados i regionen Basse-Normandie i det nordvestlige Frankrig.

## Geografi
Cabourg er en normannisk by, som ligger mellem Caen og Deauville. Den ligger ved "blomsterkysten". Byen ligger ved Den engelske kanal og har kystklima.

## Historie
I 1793 boede der i Cabourg kun 165 indbyggere. I det 19. århundrede voksede indbyggertallet til 718 i 1866. Efter en stilstandsperiode i 1870'erne voksede indbyggertallet kraftigt da byen blev et fashionabelt sted at bo. Jernbanen gjorde Normandiet tilgængelig for ferierende, og der blev bygget hoteller og store villaer i en ny bydel, der var formet som en halvcirkel med Kasinoet og Grand Hotel fra 1908 i centrum. Mellem 1881 og 1936 fordobledes indbyggertallet fra 1.014 til 2.095 og det nåede et højdepunkt i 1946 med 3.479. Efter et kraftigt fald nåede indbyggertallet i 1999 op over dette niveau.

## Seværdigheder
- Grand Hôtel de Cabourg
- Kasinoet, udvidet i 2006-2007.
- Les bains de Cabourg ved Marcel Proust promenaden.

## Venskabsbyer
- Atlantic City, USA
- Bad Homburg vor der Höhe, Tyskland
- Salcombe, Storbritannien
- Spa, Belgien
- Mayrhofen, Østrig
- Coire, Schweiz
- Mondorf-les-Bains, Luxembourg
- Terracina, Italien
- Jurmala, Letland
- Bromont, Canada
- Oussouye, Senegal
- Castro-Urdiales, Spanien

## Notes et références
1. ↑  Source : EHESS.

## Eksterne kilder
- Wikimedia Commons har flere filer relateret til Cabourg
- Cabourg.net, byen officielle hjemmeside
- Cabourg, side om praktiske og turistmæssige forhold
- Cabourg.com, uafhængig side Arkiveret 25. november 2017 hos  Wayback Machine
- Cabourg på l'Institut géographique national Arkiveret 8. februar 2008 hos  Wayback Machine
- Fodboldklubben As Cabourg